# Museu de José Malhoa
O Museu de José Malhoa é um museu de arte em Caldas da Rainha que mostra o maior núcleo reunido de obras do pintor José Malhoa e uma importante coleção de pintura e de escultura dos séculos XIX e XX, revelando-se a quem o visita como o museu do naturalismo português.
Classificado como Imóvel de Interesse Público desde 2002 e com uma localização de excelência no magnífico Parque D. Carlos I, em Caldas da Rainha, o edifício do Museu José Malhoa foi o primeiro a ser projetado para fins museológicos em Portugal.
Este Museu tem um significado único na história da nossa cultura, revelando-se pioneiro na museologia portuguesa, quer pelo conceito arquitetónico, quer pela aplicação de princípios de conservação e adequação ao acervo de pintura e de escultura que expõe, ficando detentor de um lugar definitivo na história cultural da especialidade.[carece de fontes?]

## História

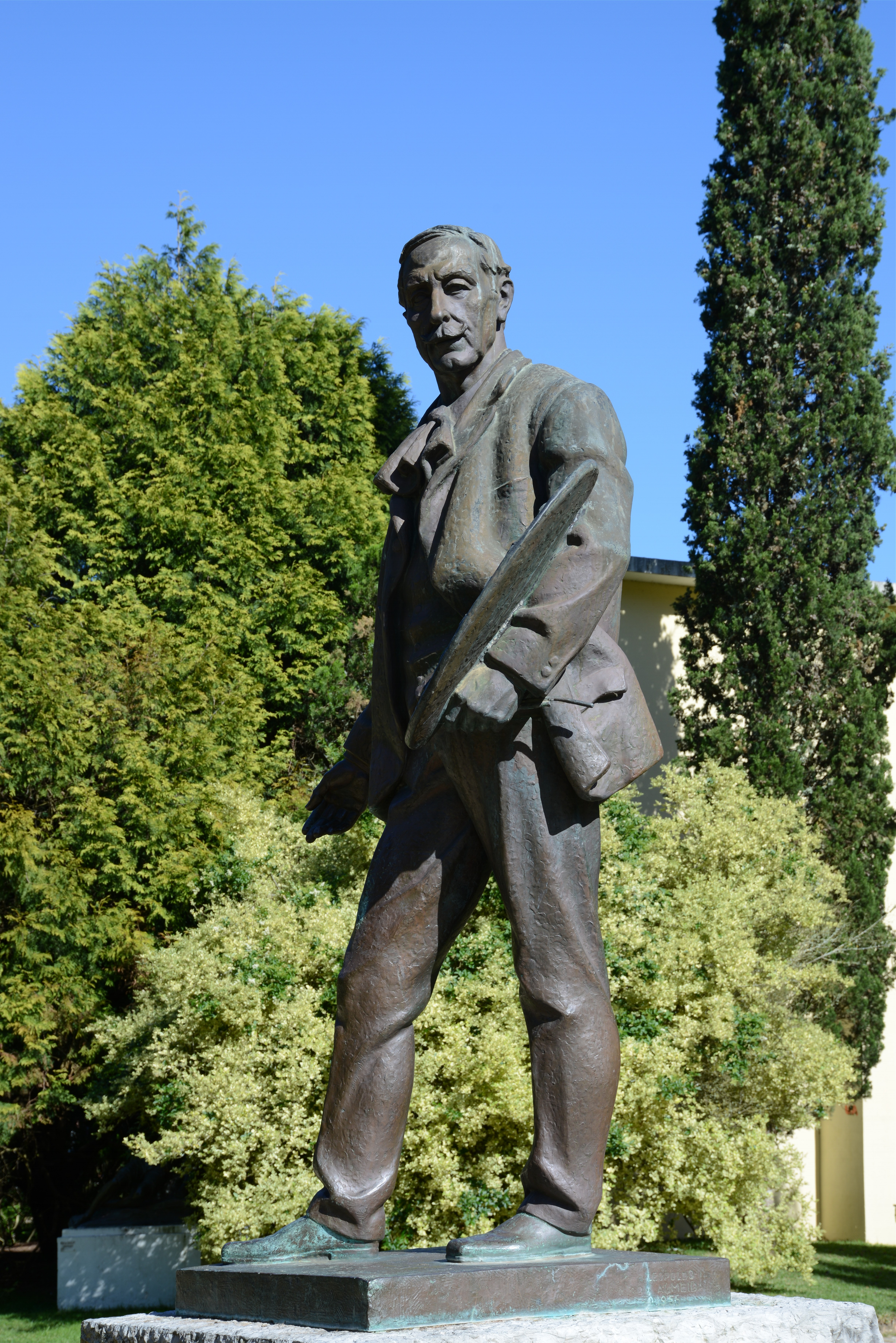
Estátua de José Malhoa, frente ao Museu.

### 1926 - 1960
Este espaço foi inicialmente idealizado pelo escritor António Montês, com o objectivo de aproximar o pintor José Malhoa da sua terra natal, Caldas da Rainha.
Em 1926, o artista ofereceu uma das suas obras, o óleo "Rainha D. Leonor", à cidade; no ano seguinte, institui-se a “Liga dos Amigos do Museu José Malhoa”, para o qual o artista iria doar mais obras em 1932.
A 17 de Junho de 1933, um despacho ministerial confirma um parecer favorável do Conselho Superior de Belas Artes, autorizando a criação do “Museu José Malhoa”. 
O Museu seria, então, inaugurado a 28 de Abril de 1934, dia do aniversário de José Malhoa, que havia falecido a 26 de Outubro do ano anterior; o Museu foi, provisoriamente, instalado na “Casa dos Barcos”, no Parque D. Carlos I, um edifício cedido pelo Hospital Termal, abrindo anualmente ao público entre 28 de Abril e 26 de Outubro .
O projecto definitivo, dos arquitectos Paulino Montês (1897-1962) e Eugénio Correia (1897-1985), é concluído em 1937. A 11 de Agosto de 1940, dá-se a inauguração do edifício, no âmbito dos festejos provinciais dos Centenários da Fundação e da Restauração de Portugal, sendo entregue, com todas as colecções, à Junta de Província da Estremadura; o nome da instituição foi, assim, alterado para "Museu Provincial de José Malhoa" .
Em 1960, a Junta de Província da Estremadura foi extinta, sendo a gestão do Museu passado a ser assegurada pela Direcção-Geral do Ensino Superior e das Belas Artes, divisão do Ministério da Educação Nacional; a instituição passa a designar-se "Museu de José Malhoa" .

### 1960 - actualidade

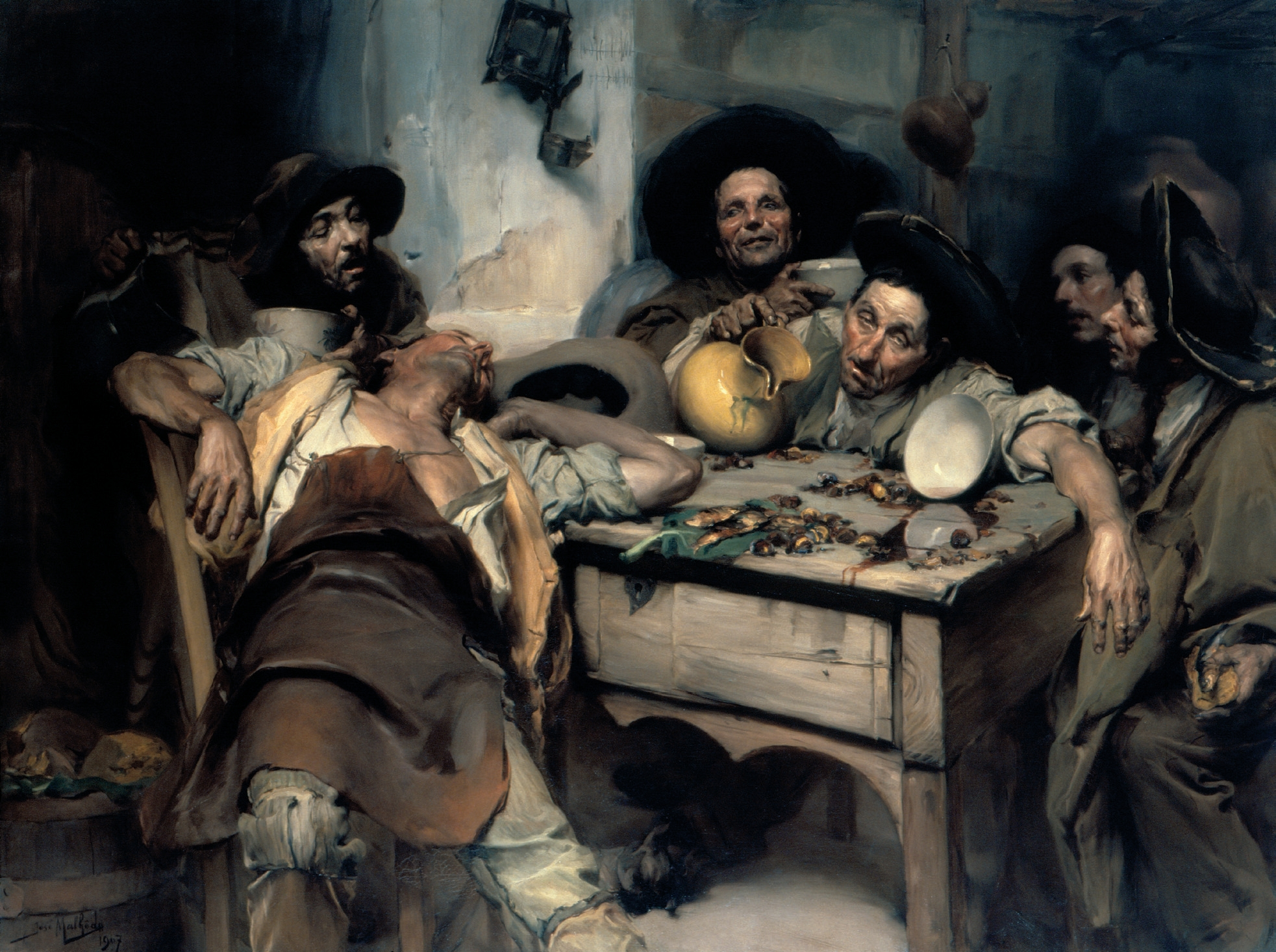
"Os Bêbados" (óleo sobre tela, por José Malhoa).

Em 1962, é organizado o Serviço Educativo e, em 1964, é exposta a colecção de cerâmica, num espaço denominado de "Museu de Cerâmica".
Em 1977, no âmbito das celebrações do Cinquentenário da Elevação das Caldas da Rainha a Cidade, é organizado o evento “Expo Caldas-77 – Retrospectiva de Cerâmica” .
Em 1983, realiza-se, no Museu, uma exposição antológica, para assinalar o Cinquentenário da Morte de José Malhoa .
Em 1992, a colecção de António Montês é legada ao Museu, segundo o testamento da sua viúva, Júlia Paramos Montês; em 1996, esta colecção seria apresentada ao público na exposição "António Montês – Museu de José Malhoa", no centenário do nascimento do fundador da instituição .
Em 2005, o Museu assinalou os 150 Anos do Nascimento de José Malhoa e Centenário da Morte de Rafael Bordalo Pinheiro com a exposição “Malhoa e Bordalo: confluências duma geração”, entre outros eventos .
Em 2007, a denominação da instituição é de novo alterada, para "Museu José Malhoa", de acordo com as orientações do Programa de Reestruturação da Administração Central do Estado .
O edifício do Museu José Malhoa sofreu, entre Setembro de 2006 e Dezembro de 2008, diversas obras de remodelação e de requalificação; um núcleo provisório foi, então, estabelecido no Museu do Ciclismo. O Museu reabriu em 19 de Dezembro, com uma nova apresentação das colecções e várias melhorias no acolhimento aos visitantes .

## Acervo do Museu
O Museu reúne colecções de pintura, escultura, medalhística, desenho e cerâmica dos séculos XIX e XX.
O acervo do Museu de José Malhoa é composto por obras dos seguintes artistas:

### A
- Alga, Francisco Maria
- Almeida Sobrinho, Simões de
- Almeida, Leopoldo de
- Almeida, Marcelino Norte de
- Almeida, Simões de
- Alvarez, Dominguez
- Alves, Celestino
- Alves, Maximiano
- Amarelhe
- Amaro Júnior, José
- António, Lino
- Araújo, Roberto de
- Armando, Albino
- Armond, Helena
- Arsénio
- Augusto, Mário
- Aurélio, José
- Avalos, Juan
- Avelar, Virgínia Santos
- Ayres, Frederico
- Azevedo, António de

### B
- Baptista, F.
- Baptista, Hermano
- Barradas, Jorge
- Benamor, Maria
- Bensaúde, Ricardo
- Bessone, Numídico
- Bossche, Balthazar van den
- Botas, Mário
- Botelho, Ana Maria
- Braga, Emília dos Santos
- Bragança, D. Carlos de
- Brehm, João
- Brito, José de
- Brito, Stella de
- Burnay, Luís Ortigão
- Camarinha, Guilherme

### C
- Campas, José
- Campos, Emílio de Paula
- Capucho, Alberto Néry
- Cardoso, Abel
- Cardoso, Alves
- Cardoso, Henriqueta Mendonça
- Carneiro, Ana Emília
- Carneiro, António
- Casanova, Henrique
- Casas, Ramon
- Castro, Maria de Lourdes de Mello e
- Chaves, José Ferreira
- Chorão, Pedro
- Coelho, Eugénia
- Colaço, Jorge
- Colson, Eugéne
- Columbano
- Concas
- Condeixa, Ernesto
- Contente, José
- Coriel, Valadas
- Correia, Martins
- Costa, Félix da
- Costa, Ferreira da
- Costa, Joaquim
- Costa, Laura
- Costa, Mário
- Costa, Martins da
- Couto, Rodolfo Pinto de
- Cristino, João Ribeiro
- Cruz, António
- Cruz, Maria Adelaide de Lima
- Cunha, Albino
- Cunha, Cândido da

### D - E
- Duarte, António
- Emarghi, Pina d’
- Esteves, Romano
- Estrela, Hélia

### F
- Felismino, Elisa Bermúdez
- Fernandes, Luís
- Feyo, Barata
- Figueiredo, Aurora
- Filipe, Guilherme
- Filipe, Manuel
- Fonseca, Agostinho da
- Fonseca, Martinho da
- Fonseca, Matoso da
- Fragoso, João
- Franco, Francisco
- Franco, Henrique
- Freire, Luciano

### G
- Gabriel, Maria
- Gameiro, Alfredo Roque
- Gameiro, Helena Roque
- Gameiro, Raquel Roque
- Gameiro, Ruy Roque
- Garção, Pinto
- George, Frederico
- Girão, Moura
- Gomes, Américo
- Gomes, Dórdio
- Gonçalves, Fausto
- Guedes, Pedro

### H - L
- Haeburn
- Isidoro, Jaime
- Keil, Alfredo
- Lacerda, Alberto
- Lafont, Ivan Paul
- Lapa, Eduarda
- Leite, José
- Leite, Maria Helena Patrício
- Lino, Acácio
- Lino, Silva
- Lopes, Joaquim
- Lopes, José Maria Soares
- Lopes, Sousa
- Lopes, Teixeira
- Loureiro, Artur
- Loureiro, Eduardo
- Lozano, Lázaro

### M
- Macedo, Diogo de
- Malhoa, José
- Malta, Eduardo
- Maltieira, Jorge
- Manta, Abel
- Mardel, Fernando
- Marés, Frederico
- Marques, Bernardo
- Marques, José António
- Marques, Tertuliano
- Marquez, Moreno
- Mascarenhas, Carlos
- Maya, Delfim
- Maya, Francisco
- Medina, Henrique
- Meirelles, Carlos
- Melo, Artur de
- Mendes, Antonino
- Metrass, Francisco
- Miguéis, Alfredo
- Miguel, Luís
- Moita, Maria Lucília
- Monteiro, Jorge de Almeida
- Montês, Paulino
- Morais, Alfredo de
- Moreira, Henrique
- Motta Sobrinho, Costa
- Motta, Costa
- Moura, Abel de
- Moura, Barata
- Moura, Carlos
- Moura, Tomás de
- Moutinho, Ventura
- MR
- Murteira, Jaime

### N - O
- Natividade, Irene
- Neto, José
- Neves, Carlos
- Oliveira, Marques de

### P
- Palácios, A.
- Pereira, Ezequiel
- Pereira, Lima Machado
- Pereira, Mário
- Pinheiro, Manuel Maria Bordalo
- Pinheiro, Rafael Bordalo
- Pinto, Henrique
- Pinto, J.
- Pinto, Júlia
- Pinto, Sousa
- Ponsonby, David Barbazon
- Portela Júnior, Severo
- Porto, Silva
- Prieto, Joaquim

### R
- Ramalho, António
- Ramos, Carlos
- Ramos, Carlos Pinto
- Ramos, Isidoro
- Ramos, Júlio
- Rato, Moreira
- Rebelo, Domingos
- Rebelo, Signa Osório Teixeira
- Reis, Carlos
- Reis, João
- Reis, Luís
- Reis, Maria Luísa
- Reis, Soares dos
- Renom, Fernand
- Rodrigues, José
- Rombeaut
- Romero, Eduardo

### S
- Sá, Alves de
- Salazar, Abel
- Salgado, Agostinho
- Salgado, Veloso
- Salvador Júnior
- Sampaio, Fausto
- Sanchez, José
- Santos Júnior, Henrique dos
- Santos, Alda Machado dos
- Santos, Fernando dos
- Santos, Francisco dos
- Santos, Laura
- Santos, Sylvia de Aguiar e
- Saraiva, Domingos Gonçalves
- Saúde, António
- Sauvinet, Laura
- Semke, Hein
- Sérgio, Octávio
- Silva, Américo
- Silva, Conceição
- Silva, Constâncio da
- Silva, João Cristino da
- Silva, Eugénio Ferreira da
- Silva, João da
- Silva, Maria de Jesus Conceição
- Soares, António
- Sousa, Alberto da Silva e
- Sousa, José de
- Sousa, Adelaide Yvone de
- Souza, Alberto
- Staël, Hansi

### T
- Tavares, Henrique
- Teixeira, Anjos
- Telles, Sérgio
- Tocha, Celestino
- Torres, Renato
- Toste, Josefina de Meneses
- Trigoso, Falcão

### V - Z
- Valença, Francisco
- Vaz Júnior, Júlio
- Vaz, Isolino
- Veiga, Simão da
- Viana, Eduardo
- Victorino H.
- Vidigal, António
- Vieira, João
- Vitorino, António
- Vitorino, Túlio
- Xara, Francisco
- Xavier, Raul
- Zamon, Lopes